# Białka (powiat radomski)
Białka – wieś w Polsce położona w województwie mazowieckim, w powiecie radomskim, w gminie Iłża. Ma status sołectwa.
| SIMC    | Nazwa             | Rodzaj    |
| ------- | ----------------- | --------- |
| 0622782 | Budki Seredzickie | część wsi |
| 0622807 | Nowa Białka       | część wsi |

W latach 1975–1998 miejscowość należała administracyjnie do województwa radomskiego.
Obok miejscowości przepływa Małyszyniec, niewielka rzeka, dopływ Iłżanki.
Wierni Kościoła rzymskokatolickiego należą do parafii Wniebowzięcia Najświętszej Maryi Panny w Iłży.